# Passage de Pékin
Le passage de Pékin est une rue située dans le 20e arrondissement de Paris, en France.

## Situation et accès
Le passage de Pékin présente la particularité d'être en forme d'un « U » dont les branches rejoignent la rue Julien-Lacroix, sa base, quant à elle, étant dans le prolongement direct de la rue de la Ferme-de-Savy. Sa partie nord et orientale longe le parc de Belleville.

## Origine du nom
Son nom a été attribué en souvenir de l'expédition de 1860 au cours de laquelle la ville de Pékin fut prise par l'armée franco-anglaise le 13 octobre 1860.

Quelques vues du passage
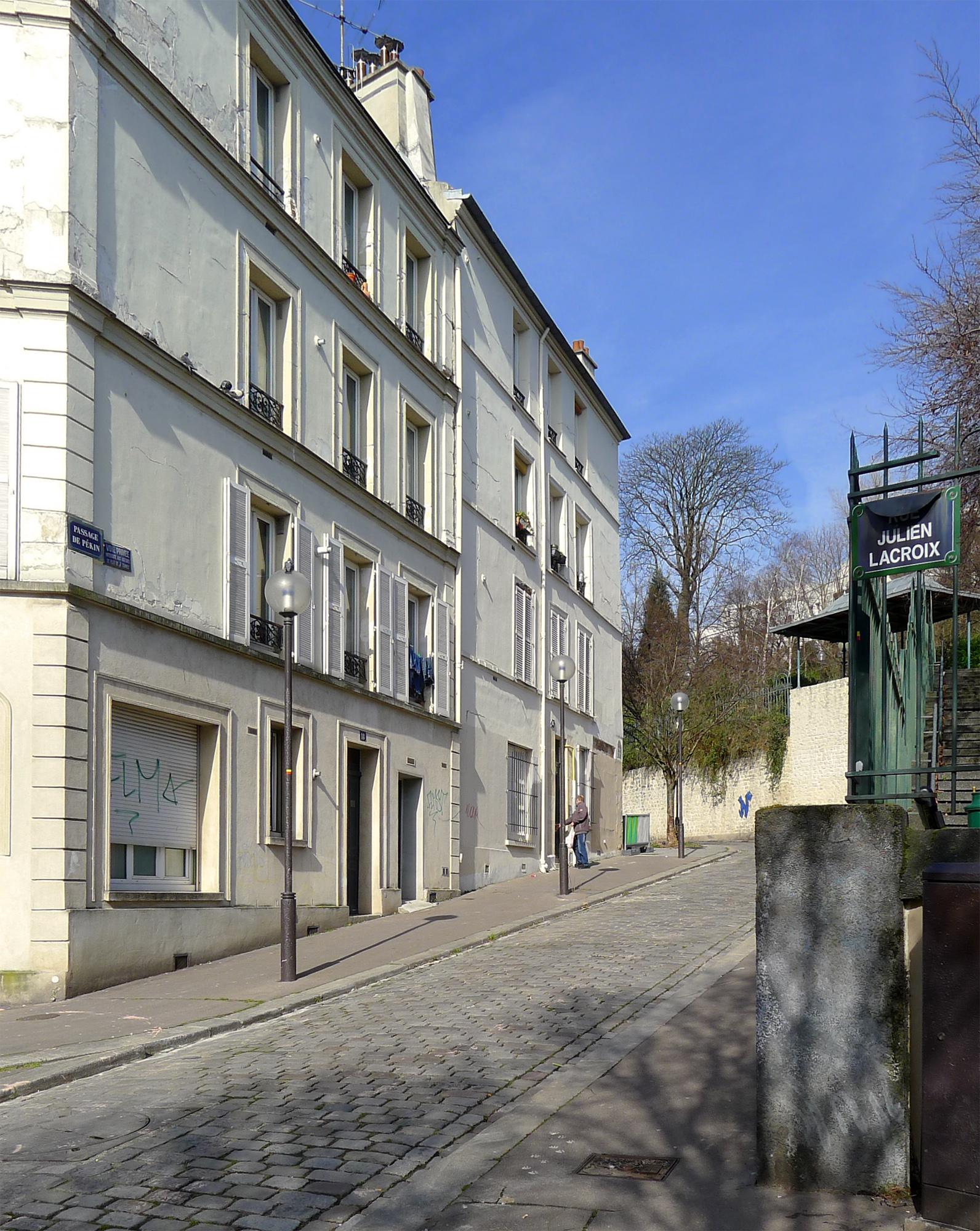
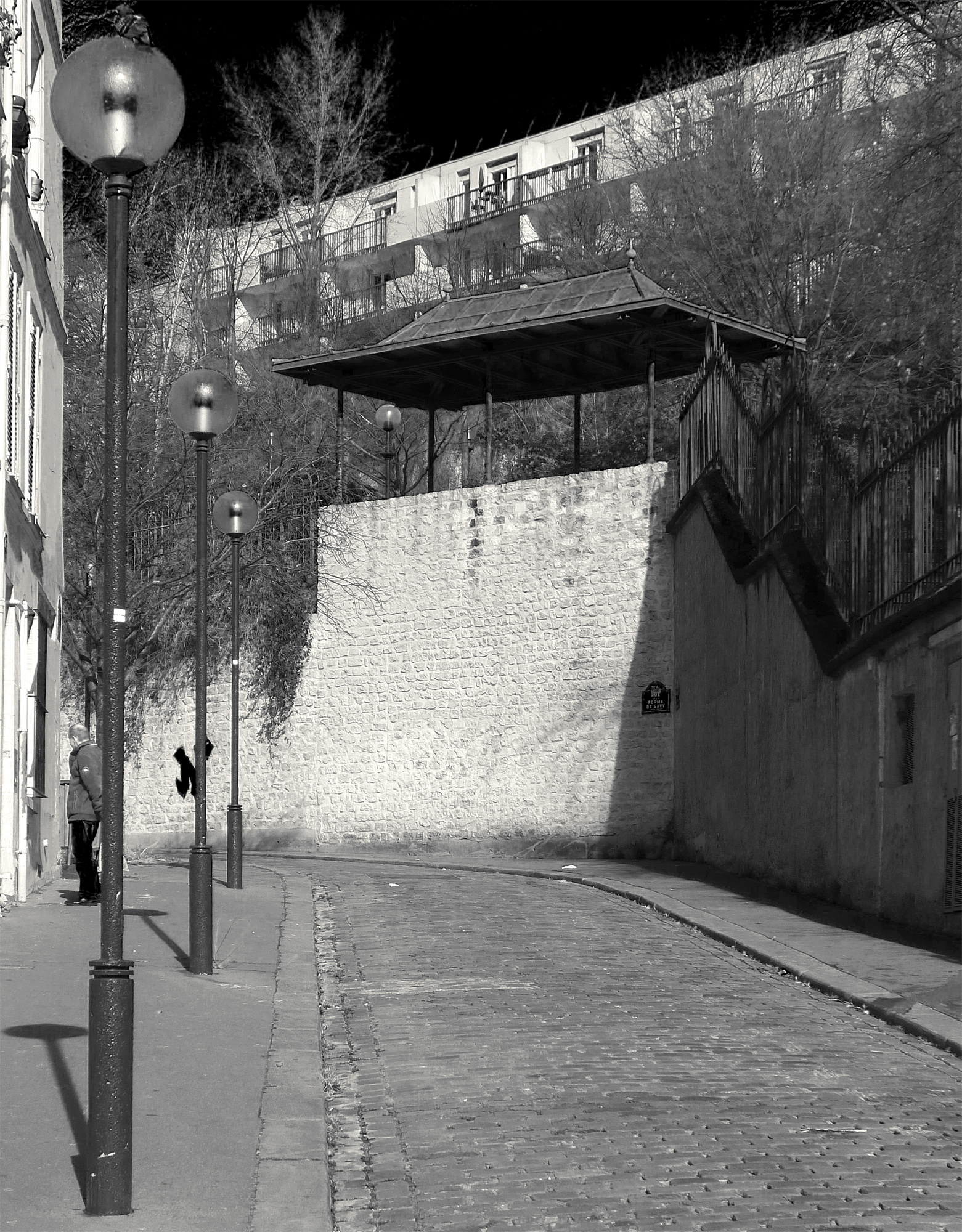

## Historique
Cette voie qui était initialement une partie du « square Napoléon », ouvert en 1846, a pris sa dénomination actuelle par un arrêté du 1er février 1877.